# Кок, Эдвард
Эдвард Кок (англ. Edward Coke, 1 февраля 1552, Норфолк — 3 сентября 1634, Бэкингемшир) — английский политик и самый известный юрист эпохи правления королевы Елизаветы и эпохи Якова.

## Биография
Эдвард Кок учился в Тринити-колледже, а затем — в Иннер-Темпл, судебном инне, куда он был приглашён учиться 20 апреля 1578 года. Автор крупных работ по теории англо-саксонского права, которые в течение 300 последующих лет являлись основой английской правовой системы, фактический создатель системы общего права.
В качестве адвоката принял участие во множестве известных процессов своего времени (в том числе, суда над Уолтером Рэли и Робертом Карром), что позволило ему затем работать в парламенте страны сначала на должности главного стряпчего, а затем — спикера Палаты общин. Лорд главный судья Англии и Уэльса (1613—1616).
В роли коронного юриста Кок стяжал себе невыгодную репутацию властным, грубым и крайне резким обхождением. С другой стороны, Кок, несмотря на ещё недостаточное в то время обеспечение судейской несменяемости, проявлял большую независимость, решительно восставая против каких-либо нарушений права и энергично оберегая начала законности на почве common law, хотя бы с риском вызвать раздражение короля. Эта независимость послужила причиной того, что в 1616 году, отчасти вследствие интриг Фрэнсиса Бэкона и других врагов, Кок был лишён королём Яковом I (не без участия и его фаворита герцога Бекингема) всех занимаемых им должностей.
В 1620 году Кок был снова избран членом парламента и явился в течение последующих лет одним из главных деятелей оппозиции. Особенно важное значение имело его энергичное участие в борьбе против произвола в области личной свободы и налогового обложения — борьбе, приведшей к изданию в 1628 году «Петиции о праве», представляющей одну из главных основ английской конституции.
В этом же году Кок оставил политическую деятельность, и последние годы жизни посвятил пересмотру и исправлению своих юридических трактатов. Они имели огромное значение в развитии английской юридической литературы и до сих пор являются основными трудами при изучении различных сторон английского права.